# Maryam Nawaz Sharif
Maryam Nawaz Sharif ou plus simplement Maryam Nawaz (en ourdou : مریم صفدر), née le 28 octobre 1973 à Lahore, est une femme politique pakistanaise, membre de la Ligue musulmane du Pakistan (N). Elle est la fille du dirigeant Nawaz Sharif et est à ce titre pressentie pour devenir son successeur politique. Après la défaite de la ligue aux élections de 2018, elle devient l'une des figures de l'opposition. 
En juillet 2018, elle est condamnée à sept ans de prison pour corruption puis arrêtée à son retour au pays. Libérée sous caution en septembre 2018, elle devient vice-présidente de la ligue et mène en 2020 les rassemblements du Mouvement démocratique pakistanais. Elle est élue ministre en chef du Penjab en février 2024 et devient la première femme à occuper cette fonction dans le pays.

## Famille et éducation
Maryam Nawaz Sharif est née le 28 octobre 1973 à Lahore, capitale de la province du Pendjab, fief politique de son père Nawaz Sharif. Ce dernier est l'une des personnalités politiques les plus importantes du Pakistan depuis les années 1980 et a occupé trois fois le titre du Premier ministre et dirige la Ligue musulmane du Pakistan (N). À ce titre, Maryam Nawaz appartient à une très importante famille puissante dans sa province natale, son oncle Shehbaz Sharif ayant dirigé le Pendjab et son cousin Hamza Shehbaz Sharif ayant été député de sa ville de naissance. 
Maryam a fait ses études dans le couvent de Jésus et Marie à Lahore (Convent of Jesus and Mary), puis poursuit des études en médecine avant d'obtenir un master en littérature anglaise à l'Université du Pendjab. Elle entame plus tard une thèse à l'Université de Cambridge sur la radicalisation islamiste post-11 septembre au Pakistan.
En 1992, elle se marie avec Muhammad Safdar Awan, également membre de la Ligue musulmane du Pakistan (N) et député dans une circonscription de la ville de Mansehra. Ils ont eu trois enfants, un fils et deux filles. Son mari a également occupé le poste d'organisateur en chef (chief organizer) de la section jeunesse de la Ligue. Il a toutefois été suspendu en 2010 de cette fonction par son beau père Nawaz Sharif, le dirigeant de la Ligue.

## Carrière politique

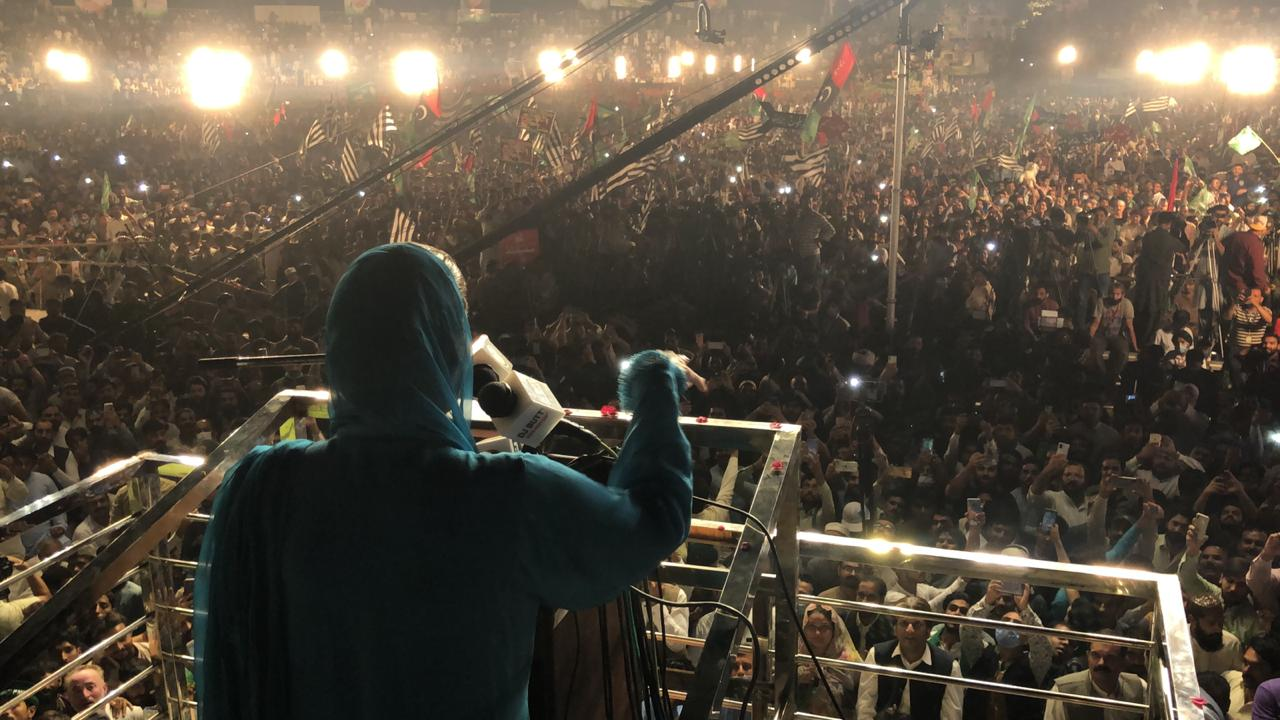
Maryam s'exprime lors du rassemblement du Mouvement démocratique pakistanais à Gujranwala, le 18 octobre 2020.

En tant que fille de Nawaz Sharif, Maryam a souvent été vue comme un potentiel successeur politique de son père. Lors du coup d’État militaire de 1999 qui renverse son père alors Premier ministre, les hommes politiques de la famille sont enfermés en prison. C'est alors Maryam et sa mère qui prennent en main la gestion de la Ligue musulmane du Pakistan (N), avant que les deux femmes ne soient placées en résidence surveillée par le pouvoir militaire. Maryam dirigera ensuite l'organisation caritative de la famille Sharif et se fera notamment connaitre pour ses prises de paroles en faveur des droits des femmes et des minorités. 
En novembre 2011, elle annonce son intention d'entrer en politique pour aider son père, en tant que militante de la Ligue musulmane du Pakistan (N). Le journal pakistanais The Nation l'a désigné en 2012 comme la favorite de son père pour lui succéder. Maryam est ainsi souvent critiquée pour représenter le favoritisme et le caractère dynastique de la politique pakistanaise. En novembre 2013, elle prend la tête du programme pour la jeunesse du Premier ministre, son père. Un membre de l'opposition du Mouvement du Pakistan pour la justice conteste devant les juridictions cette nomination. En novembre 2014, la Haute Cour de Lahore demande au gouvernement de revenir sur cette nomination et le 12 novembre 2014, elle démissionne de cette fonction.
En mars 2017, elle fait partie des 100 Women de la BBC.
En mai 2019, elle devient l'une des seize vice-présidentes de la ligue, dirigée par son oncle Shehbaz Sharif. Alors que son père est largement affaibli par les poursuites judiciaires et ses problèmes de santé, des rumeurs de scission de la Ligue sont relayées par Rashid Ahmed, avec comme cause des luttes de pouvoir entre Maryam et son oncle Shehbaz. À partir d'octobre 2020, elle mène les rassemblements du Mouvement démocratique pakistanais, une coalition de l'opposition qui réclame la démission du Premier ministre Imran Khan, alors que son oncle est emprisonné.
Le 26 février 2024, après les élections provinciales, elle est élue ministre en chef du Pendjab, devenant la première femme dirigeant un gouvernement provincial dans le pays.

## Poursuites judiciaires

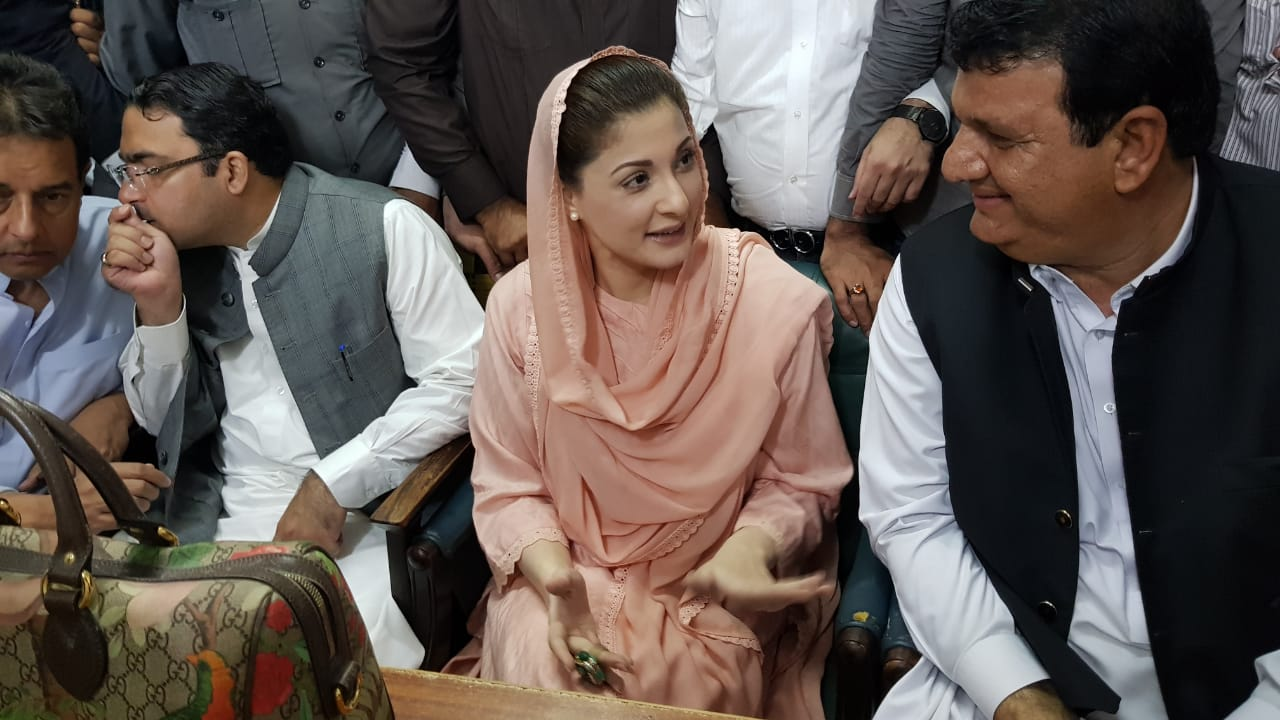
Maryam lors d'une audience devant un tribunal de Lahore, en 2019.

En avril 2016, le nom de Maryam Nawaz ainsi que ceux de ses frères et sœurs sont cités dans les Panama Papers, fuites alléguant qu'ils sont propriétaires de biens immobiliers à Londres par le biais de compagnies offshores enregistrées dans un paradis fiscal. La polémique est saisie par l'opposition au Pakistan et fragilise le Premier ministre Nawaz Sharif.
Le 5 juillet 2018, elle est condamnée à sept ans de prison pour corruption. Alors qu'ils sont menacés d'arrestation, Maryam et son père, qui a été pour sa part condamné à 10 ans de prison, retournent au Pakistan le 13 juillet, tandis que leurs partisans décident de les accueillir à l'aéroport, malgré l'arrestation d'un certain nombre d'entre eux. Ils sont donc arrêtés à leur arrivée dans le pays, tandis que Shehbaz Sharif organise une manifestation interdite pour les soutenir.
Sa mère Kulsoom meurt le 11 septembre à Londres des suites de son cancer. Elle est alors relâchée provisoirement pour une durée de cinq jours pour pouvoir assister aux funérailles.
Le 19 septembre 2018, estimant que l'accusation n'a pas été capable de prouver que ces biens immobiliers lui appartenaient, la Haute cour d'Islamabad ordonne sa libération conditionnelle, jusqu'à la tenue d'un procès en appel. Sa caution est fixée à 500 000 roupies. Elle est ainsi libérée le soir même.